# Anapisona platnicki
Anapisona platnicki är en spindelart som beskrevs av Brignoli 1981. Anapisona platnicki ingår i släktet Anapisona och familjen Anapidae. Inga underarter finns listade i Catalogue of Life.